# Albert Brülls
Albert Brülls (26. března 1937 Anrath – 28. března 2004 Korschenbroich) byl německý fotbalista, záložník.

## Fotbalová kariéra
V Německu hrál za Borussii Mönchengladbach. Nastoupil ve 163 ligových utkáních a dal 68 gólů. V Itálii hrál za Modena FC a AC Brescia, nastoupil ve 127 utkáních a dal 13 gólů. Působil ve švýcarské lize jako hrající trenér za BSC Young Boys. Kariéru končil jako hrající trenér ve druhé německé lize v týmu VfR Neuss. V Poháru vítězů pohárů nastoupil ve 2 utkáních. S Borussií Mönchengladbach vyhrál v roce 1960 německý pohár. Za reprezentaci Německa nastoupil v letech 1959–1966 ve 25 utkáních a dal 9 gólů. Byl členem reprezentace Německa na Mistrovství světa ve fotbale 1962, nastoupil ve všech 4 utkáních. Byl členem stříbrné reprezentace Německa na Mistrovství světa ve fotbale 1966, nastoupil ve 2 utkáních. Byl členem reprezentace Německa na LOH 1956 v Melbourne, ale do utkání nezasáhl a zůstal mezi náhradníky.

## Ligová bilance
| Ročník                                  | Zápasy | Góly | Klub           |
| --------------------------------------- | ------ | ---- | -------------- |
| Serie A 1962/63                         | 27     | 5    | Modena FC      |
| Serie A 1963/64                         | 16     | 1    | Modena FC      |
| Serie B 1964/65                         | 20     | 1    | Modena FC      |
| Serie A 1965/66                         | 30     | 6    | AC Brescia     |
| Serie A 1966/67                         | 23     | 0    | AC Brescia     |
| Serie A 1967/68                         | 11     | 0    | AC Brescia     |
| 1. švýcarská liga 1968/69               | -      | -    | BSC Young Boys |
| 1. švýcarská liga 1969/70               | -      | -    | BSC Young Boys |
| 2. německá fotbalová Bundesliga 1970/71 | 33     | 7    | VfR Neuss      |
| 2. německá fotbalová Bundesliga 1971/72 | 31     | 11   | VfR Neuss      |
| CELKEM 1. liga                          | 304    | 37   |                |